# Mohammed Masoom Stanekzai
Mohammed Masoom Stanekzai (en pastún: محمد معصوم ستانکزی‎; Provincia de Laugar, 1958) es un político y militar afgano. 
En la actualidad es el jefe de la delegación gubernamental en las negociaciones de paz interafganas de 2020. De 2016 a 2019 fue responsable de la Dirección Nacional de Seguridad (NDS). Se vio obligado a dimitir tras un homicidio extrajudicial de civiles afganos por parte de una unidad de NDS durante una redada nocturna en 2019 Sirvió en el Ejército Nacional Afgano durante una década y alcanzó el rango de coronel. De 2002 a 2004 fue Ministro de Telecomunicaciones e Información Tecnológica y posteriormente consejero de seguridad del entonces presidente Hamid Karzai. En 2009 dirigió el Programa Paz y Reintegración de Afghanistán. En 2015 fue nombrado Ministro de Defensa por Ashraf Ghani pero su nombramiento fue rechazado por la Wolesi Jirga. A pesar de ello se mantuvo como Ministro de Defensa interino con un decreto presidencial. Está considerado como un hombre leal al presidente de Afganistán Ashraf Ghani.

## Biografía
Masoom Stanekzai nació en 1958 en la aldea de Mughul Khel del distrito de Mohammad Agha de la provincia de Laugar en el seno de una familia de clase media. Pertenece a la tribu stanikzai. Es el tercer hijo de Mahmood Khan, un funcionario del gobierno.
Obtuvo una maestría en filosofía de la ingeniería para el desarrollo sostenible de la Universidad de Cambridge y una maestría en administración de empresas de la Universidad de Preston, además de una licenciatura del Kabul Telecom Institute . También se graduó de la Universidad Militar de Kabul. Puede hablar dari, pashto e inglés con fluidez. En 2008, Masoom fue nombrado miembro invitado del Instituto de la Paz de los Estados Unidos. Del 1 de mayo de 2008 al 28 de febrero de 2009 miembro del Jennings Randolph Afganistán. 
Stanekzai es especialista en seguridad, reconstrucción y reconciliación en Afganistán. 

### Trayectoria
Después de graduarse de la escuela secundaria, Masoom Stanekzai estudió en el Instituto de Telecomunicaciones de Kabul y posteriormente se graduó de la Universidad Militar de Kabul y se unió al Ejército Nacional Afgano (ANA). Sirvió en el Ejército Nacional Afgano durante más de una década y ascendió al rango de coronel. No se dan fechas oficiales del servicio de Masoom Stanekzai en el ejército, por lo que se cree que fue durante el régimen del Partido Democrático Popular de Afganistán (PDPA). Luchó contra los muyahidines durante la guerra afgano-soviética . Posteriormente, se desempeñó como director de la Agencia para la Rehabilitación y Conservación de Energía en Afganistán de 2001 a 2002. De 2002 a 2004, se desempeñó como ministro de telecomunicaciones / tecnología de la información y las comunicaciones en el Gobierno de transición afgano. También se ha desempeñado como secretario del Consejo Superior para la Paz y la Reconciliación de 2010 a 2014  
Masoom Stanekzai también se ha desempeñado como asesor de seguridad del entonces presidente de Afganistán Hamid Karzai . El 20 de septiembre de 2011 resultó gravemente herido tras un ataque suicida que mató al presidente del Consejo de la Paz, Berhanuddin Rabbani. En 2015, Masoom Stanekzai fue nombrado Ministro de Defensa por el presidente Ashraf Ghani. Sin embargo, su nominación fue rechazada repetidamente por la cámara baja afgana. Como resultado, se desempeñó como ministro de Defensa interino hasta que fue designado como nuevo jefe de la Dirección Nacional de Seguridad (NDS).
Masoom Stanekzai se vio obligado a dimitir en 2019, tras la muerte extrajudicial de cuatro civiles afganos durante una redada nocturna realizada por una unidad del NDS en la ciudad de Jalalabad, provincia de Nangarjar. Los funcionarios de la Dirección Nacional de Seguridad (NDS) afirmaron que los civiles que murieron durante la redada eran miembros del Estado Islámico de Irak y el Levante (ISIS). Sin embargo, los residentes locales y algunos funcionarios del gobierno afgano rechazaron las afirmaciones de la NDS. Un residente local declaró que "dos de las cuatro víctimas trabajaban con el gobierno afgano mientras que las otras dos tenían su propio negocio". El ex embajador afgano en Pakistán, Dr. Omar Zakhilwal, también dijo que las víctimas eran todos civiles inocentes. Además denunció que este tipo de redadas por parte de unidades del NDS se han llevado a cabo casi a diario en diferentes partes de la provincia de Nangarhar .
Tras la muerte de cuatro civiles afganos, un residente local de la provincia de Nangarhar organizó una protesta contra la Dirección Nacional de Seguridad. Los residentes locales insistieron en que quienes fueron asesinados en la redada nocturna por una unidad de NDS eran personas inocentes y no tenían vínculos con ISIS. Más tarde, Ashraf Ghani dijo que "había aceptado con pesar la renuncia del jefe de NDS, Sr. Stanikzai". Ashraf Ghani también ordenó que se investigara el asesinato. Sin embargo, los familiares de las víctimas manifestaron que no confíaban en el gobierno.
Masoom Stanekzai fue sucedido por Ahmad Zia Saraj como nuevo jefe de la Dirección Nacional de Seguridad (NDS).
En agosto de 2020 fue nombrado jefe de la delegación gubernamental en las negociaciones interafganas que se celebran en Catar bajo el auspicio de Estados Unidos.